# Docosia sibirica
Docosia sibirica är en tvåvingeart som beskrevs av Ostroverkhova 1979. Docosia sibirica ingår i släktet Docosia och familjen svampmyggor. Inga underarter finns listade i Catalogue of Life.